# Controversia entre Abraham y Minkowski
La controversia entre Abraham y Minkowski (o controversia Abraham‑Minkowski) es un debate físico sobre el momento electromagnético en medios dieléctricos. Hermann Minkowski (1908) y Max Abraham (1909) propusieron por primera vez dos ecuaciones para este momento. Predicen valores diferentes, de los que deriva el nombre de la controversia. Se ha reclamado apoyo experimental para ambas.
David Jeffrey Griffiths argumenta que sólo el tensor de energía-impulso total tiene un significado físico inequívoco en presencia de materia, y que la forma de repartirlo entre una parte «electromagnética» y una parte «material» depende del contexto y de la conveniencia.
Varios artículos han afirmado haber resuelto esta controversia.